# Vittorio Rolandi Ricci
Vittorio Amedeo Secondo Angelo Luigi Antonio Rolandi Ricci comunemente conosciuto come Vittorio (Albenga, 18 febbraio 1860 – Roma, 30 giugno 1951) è stato un avvocato, giornalista, politico diplomatico italiano.

## Biografia
Ligure, avvocato, nel 1912 Rolandi Ricci divenne Senatore del Regno. Nel 1920 fu inviato dal governo Giolitti negli Stati Uniti in qualità di ambasciatore straordinario. Si dimise dalla carica con l'avvento del Fascismo, ma aderì poco dopo al regime. 
Mussolini lo nominò ministro di Stato, carica onorifica senza effettivi incarichi.
Dopo l'8 settembre 1943 aderì alla Repubblica Sociale Italiana dove operò come giornalista (in particolare per il "Corriere della Sera") e lavorò ai progetti di costituzione dello Stato social-repubblicano. Con il crollo della RSI, tentò di raggiungere Mussolini sul lago di Como, ma sfuggito a un tentativo di assassinio da parte dei partigiani della "Banda Mustaccia" e constatata l'impraticabilità delle strade, decise di consegnarsi alla GdF di Milano.
Fu processato il mese successivo e condannato a 15 anni di reclusione, ma dopo 14 mesi di prigionia venne amnistiato.